# Negura (roman)
Negura este un roman de Eusebiu Camilar prima dată publicat în 1949-1950. Este unul dintre primele romane din literatura română despre  Al Doilea Război Mondial.

## Istoria publicării
- Negura vol. I, Editura de Stat, 1949; Negura vol. II, Editura de Stat, 1950
- Negura, Editura de Stat pentru literatură și artă, 1959 (cu copertă broșată și cu copertă dură)
- Negura, Editura pentru literatură, Biblioteca pentru toți, nr. 57, 1961